# Квемо Болкві
Квемо Болкві (груз. ქვემო ბოლქვი) — село в Грузії.
За даними перепису населення 2014 року в селі проживає 132 особи.